# 전성열련
전성열련(全城熱戀, Hot Summer Days)은 중국에서 제작된 진국휘 감독의 2010년 코미디, 멜로/로맨스 영화이다. 사정봉 등이 주연으로 출연하였고 프룻 첸 등이 제작에 참여하였다.

## 출연

### 주연
- 사정봉
- 장학우
- 오언조
- 비비안 수
- 서희원
- 유약영

### 조연
- 단혁굉
- 진위정
- 안젤라베이비
- 정백연
- 장만옥
- 스야
- 유가휘
- 푸신보
- 홍훤
- 채탁연
- 류금산
- 여문락
- 프룻 첸
- 용조아
- 진비